# Skicka inga blommor
Skicka inga blommor är en amerikansk film från 1964 i regi av Norman Jewison.
Detta är den tredje av tre filmer som Doris Day, Rock Hudson och Tony Randall spelade i tillsammans, de två andra är Jag hatar dej, älskling (1959) och En pyjamas för två (1961).

## Rollista i urval
- Rock Hudson - George Kimball
- Doris Day - Judy Kimball
- Tony Randall - Arnold Nash
- Paul Lynde - Mr. Akins
- Clint Walker - Bert Power
- Hal March - Winston Burr
- Edward Andrews - Dr. Ralph Morrissey
- Clive Clerk - Vito
- Patricia Barry - Linda Bullard
- Dave Willock - Milkman Ernie